# Jean Pernet, père
Pour les articles homonymes, voir Pernet.

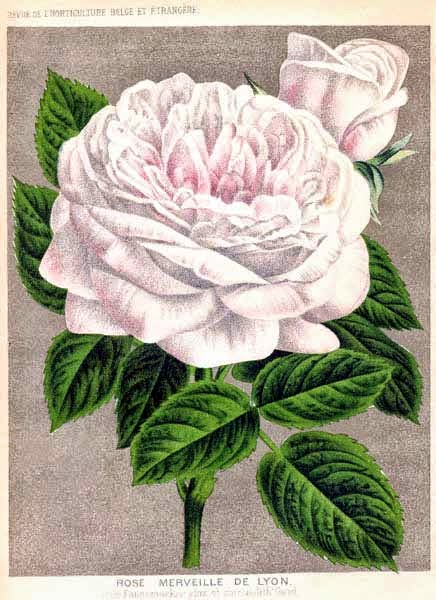
'Merveille de Lyon', 1882.

Jean Claude Pernet père (15 octobre 1832 à Passin - 31 mars 1896 à Lyon) est un rosiériste et créateur de roses français du XIXe siècle.

## Biographie
Il est né dans une famille de pépiniéristes de  Villeurbanne, près de Lyon dans le Rhône. Son père, Claude Pernet, avait créé la pépinière de roses en 1845. Jean Pernet travaille de 1853 à 1855 chez Guillot père à Lyon, puis chez Portemer et Victor Verdier à Paris. Il retourne en 1856 à Lyon travailler chez Guillot fils. Il s'établit à son compte en 1857. Sa première obtention est soulevée en 1859, sous le nom de 'Mademoiselle Bonnaire', rosier à fleurs blanches. À sa mort, son établissement est repris par son fils Joseph Pernet-Ducher, fusionnant avec le sien.
Jean Pernet est connu comme « Pernet père »  et fut un des premiers créateurs de rosiers hybrides :
- 'Prince Napoléon' - (rosier Bourbon), 1864[2]
- 'Baronne Adolphe de Rothschild' - (hybride de thé), 1868,
- 'Caroline Küster' - (rosier de Noisette) 1872,
- 'Mme Souveton' - (Portland) 1874,
- 'Louis Gimard' - (mousseux) 1877,
- 'Cécile Brünner' -  (polyantha) 1881,
- 'Merveille de Lyon' - (hybride perpétuel) 1882[3],
- 'Baronne Nathaniel de Rothschild' - (hybride perpétuel) 1885,
- 'Souvenir de Victor Hugo' - (hybride perpétuel) 1885,
- 'Triomphe des Noisettes' - (Noisette) 1887,
- 'Marchioness of Salisbury' - (hybride de thé) 1890.

Il s'est associé avec Claude Ducher (à qui l’on doit la première exposition de roses, à Lyon, le 16 juin 1845).
À partir de 'Persian Yellow', un hybride de Rosa foetida, et d'un hybride perpétuel, 'Antoine Ducher', il développa avec son fils Joseph Pernet-Ducher, en 1887, une rose jaune: 'Soleil d'Or', considérée comme étant le premier hybride moderne jaune.